# Game Developer (magazin)
A Game Developer magazin egy havonta megjelenő videójáték szaklap. Az újság ingyenesen elérhető az Egyesült Államokban a hivatásos videójáték szakembereknek, mások fizetős papír, valamint digitális úton is előfizethetnek rá. Különálló lapszámokat a Gamasutra weboldalán lehet megvásárolni. A Game Developer magazint 1994 márciusában alapították és jelenleg 35 000 előfizetője van, főképp Észak-Amerikában.

## Tartalom
Az újság programozással, művészettel, zenével, minőség-ellenőrzéssel, tervezéssel valamint fejlesztéssel kapcsolatos témákat dolgoz fel. Neves az iparágban dolgozó személyek által is tartalmaz szócikkeket és teszteket a játékfejlesztéshez kapcsolódó könyvekről, eszközökről és programcsomagokról. A hátsó borítón található „Soapbox” is népszerű rovat volt, de ezt 2004-től a Gamasutra weboldalán tették közzé. Ezt váltotta le a „Thousand Words” nevű művészeti oldal, majd később egy átlagos rovat; az „Arrested Development”.
Azonban a Game Developer legnépszerűbb rovata a „Postmortem”, ami bemutatja a frissebb videójátékok fejlesztését. Az első Postmortem az 1997 októberi lapszámban jelent meg és Andre Vrignaud írta a Dark Sun Online-ról.
A Game Developer 1998 óta évente kiosztja a „Front Line Awards” díjat a kivételes játékfejlesztői eszközöknek. A korábbi nyertesek között megtalálhatóak voltak programok (mint például a Photoshop és a VTune), videójáték-motorok (Unreal engine), hardverek (GeForce 3) és könyvek (Computer Graphics: Principles and Practice).

## Külső hivatkozások
- A Game Developer magazin hivatalos weboldala[halott link] (angolul)
- A Gamasutra hivatalos weboldala (angolul)